# Nalgonda
Nalgonda o Nallagonda és una ciutat i municipalitat d'Andhra Pradesh, capital del districte de Nalgonda. El nom Nalgonda fou adoptat pel govern d'Andhra Pradesh, prové de Nalla Konda o Muntanya Negra en telugu నల్గొండ/నల్లగొండ i en úrdu نالگونڈا.
Al cens del 2011 consta amb una població de 165.328 habitants. El 2001 eren 110.651 habitants i el 1901 eren 5.889. No és un centre de negocis ni una ciutat en progrés.

## Història
Antigament es va dir Nilagiri o Nilgiri però sota els bahmànides va agafar el de Nallagonda i durant el domini del nizam es va transformar en Nalgonda que és el nom oficial tot i que popularment és manté el nom de Nallagonda (నల్లగొండ).
Fou centre de la revolta telugui de 1946 dirigida per Andhra Maha Sabha i el Partit Comunista de l'Índia, i que va portar a la imposició de la llei marcial i l'actuació de l'exèrcit del nizam, les milícies musulmanes razakars i les forces dels terratinents gonds. Els rebels van controlar entre tres i cinc mil pobles i van distribuir terres entre els pobres. Molts jagirdars van ser executats i les seves terres confiscades. Finalment la situació es va aclarir quan Índia va envair el principat d'Hyderabad i el va annexionar el 1948.

## Llocs interessants
- Tomba de Shah Latif (al nord)
- Fortalesa de Nalgonda (al sud)
- Muntanyes de Nalgonda
- Temple de Yadagiri gutta
- Embassament de Nagarjuna Sagar
- Fort de Bhuvanangiri
- Temple de Mattapalli
- Temple de Sri Jain

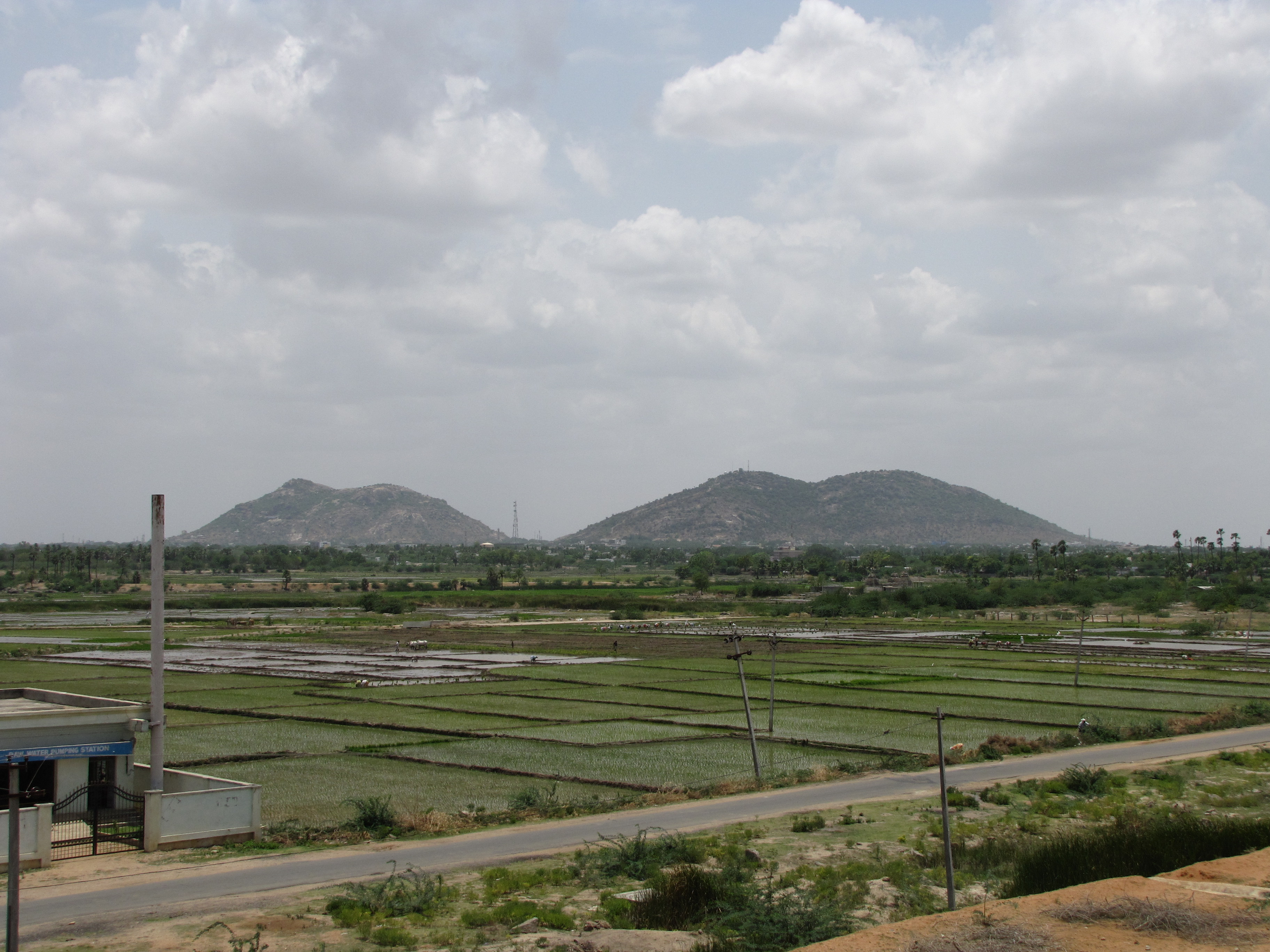
Udaya Sagaram Tank

- Poble de Nandikonda amb estructures budistes
- Panagal o Panagallu a 3 km de Nalgonda, amb diversos temples
- Pont de Vaadapalli (conegut per Triveni sangamam) o es troben els rius Kistna, Godavari i Musi.